# Anne Dufourmantelle
Anne Dufourmantelle (20 de marzo de 1964 – Saint-Tropez, 21 de julio de 2017) fue una filósofa y psicoanalista francesa.

## Biografía
Dufourmantelle estudió en la Universidad de Brown y en la La Sorbona, donde se doctoró en filiosofía en 1994. Practicó el psicoanálisis, fue profesora en la European Graduate School y asidua colaboradora del diario Libération.
Su trabajo filosófico se centró en la asunción de riesgos, que ella argumentó que era esencial, diciendo que "la seguridad absoluta, como el 'riesgo cero', es una fantasía" y que "hay que hacer frente a los peligros reales para sobrevivir". Su libro Éloge du risque fue publicado en 2011.

## Muerte
Dufourmantelle falleció el 21 de julio de 2017, en la playa de Pampelonne cerca de Saint-Tropez, mientras intentaba rescatar a dos niños que habían sido llevados mar adentro por mareas turbulentas. Los niños fueron rescatados por socorristas y sobrevivieron, pero Dufourmantelle no pudo ser reanimada.

## Premios
Dufourmantelle ganó el ^remio Raymond de Boyer de Sainte-Suzanne de la Academia Francesa en 1998.

## Obras
- De l'hospitalité, con Jacques Derrida, París, Calmann-Lévy, 1997 ISBN 978-2-7021-2795-7
- La Vocation prophétique de la philosophie, Éditions du Cerf, 1998
- La Sauvagerie maternelle, París, Calmann-Lévy, 2001, édition poche 2016 ISBN 978-2743636579
- Le Livre de Jonas, con Marc-Alain Ouaknin, Bayard, 2001
- Parcours : entretiens avec Anne Dufourmantelle, con Miguel Benasayag, Paris, Amazon Media, 2001
- Une question d'enfant, París, Bayard, 2002 ISBN 978-2-2270-1103-8
- Blind Date : sexe et philosophie, París, Calmann-Lévy, 2003 ISBN 978-2-7021-3402-3
- Du retour : abécédaire biopolitique, A.Pandolfi, 2003
- Negri on Negri : in conversation, Taylor & Francis, 2004 ISBN 978-0-4159-6895-9
- Procès Dutroux : penser l'émotion, París, ministère de la Communauté française, 2004
- American Philo, con Avital Ronell, Paris, éditions Stock, 2006 ISBN 2-234-05840-6 BnF 40227131g
- La Femme et le Sacrifice : d'Antigone à la femme d'à côté, París, Denoël, 2007 ISBN 978-2-2072-5412-7
- Fighting theory, con Avital Ronell, Université de l'Illinois Press, 2010 ISBN 978-0-2520-7623-7
- Éloge du risque, París, Payot, 2011 ISBN 978-2-2289-0642-5
- Dieu, l'amour et la psychanalyse, con Jean-Pierre Winter, París, Bayard Jeunesse, 2011 ISBN 978-2-2274-7232-7
- Intelligence du rêve, París, Payot, 2012 ISBN 978-2-2289-0736-1
- En cas d'amour : psychopathologie de la vie amoureuse, París, Rivages, 2012 ISBN 978-2-7436-2305-0;
- Puissance de la douceur, París, Payot, 2013 ISBN 978-2-2289-0964-8
- Se trouver, with Laure Leter, París, Jean-Claude Lattès, 2014 ISBN 978-2-7096-3690-2[9]
- L'Envers du feu, París, Éditions Albin Michel, 2015 ISBN 978-2-226-31807-7
- Défense du secret, Éditions Payot, 2015